# Една Тіченор
Е́дна Франсес Тіченор (англ. Edna Frances Tichenor; 1 квітня 1901 — 19 листопада 1965) — американська кіноакторка епохи німого кіно, яка фільмувалася у 1920-х роках в ролях жінок-вамп. Найбільш відома трьома ролями у фільмах режисера Тода Броунінга: драма «Дрейфуючий» 1923 року, фільм жахів «Лондон після опівночі» і драма «Шоу», випущені в 1927 році.

## Вибрана фільмографія
- 1923 — Дрейфуючий
- 1925 — Весела вдова
- 1927 — Шоу
- 1927 — Лондон після опівночі